# Stadsstadion Zaqatala
Het Stadsstadion Zaqatala is een voetbalstadion in de Azerbeidzjaanse stad Zaqatala. In het stadion speelde FK Simurq Zaqatala haar thuiswedstrijden.